# Супервентность
Суперве́нтность (англ. supervenience) — отношение детерминированности состояния любой системы состоянием другой системы. Набор свойств одной системы супервентен относительно набора свойств другой системы в том случае, если существование различия между двумя фактами в свойствах первой системы невозможно без существования такого же различия между двумя фактами в свойствах второй системы.
Понятие супервентности является центральным понятием современной аналитической философии и часто используется в философии сознания для описания зависимости ментальных явлений от физических явлений. Принцип супервентности интерпретируется различными способами, однако его исходная трактовка была дана Дональдом Дэвидсоном, который в 1970 году попытался избавить материализм от редукционизма, показав совместимость принципа детерминизма с признанием автономии ментальных событий, то есть с признанием свободной воли людей и их способности самостоятельно принимать рациональные и моральные решения.
Дэвидсон сформулировал принцип супервентности следующим образом: «невозможность соответствия всех физических характеристик двух событий (объектов, состояний) … при различии в их психологических характеристиках». В настоящее время принцип супервентности широко используется для разработки нередуктивного варианта физикализма, который стал преобладающей формой этого направления исследований в современной аналитической философии.

## История появления термина
Английское слово «supervenience» имеет латинские корни и обозначает «действие, возникающее как следствие чего-либо другого», «следование за чем-либо», «дополнение прежнего чем-либо новым». Джегвон Ким отмечает, что первое задокументированное использование прилагательного «супервентный» относится к 1594 году, а использование существительного «супервентность» — к 1664 году. Однако до XX столетия термин «супервентность» и родственные ему слова употреблялись только в обыденной речи в отношении конкретных ситуаций и событий для указания на их дополнительность или неожиданность.
В философскую литературу термин «супервентность» был введён Джорджем Эдвардом Муром, который использовал его в своём сочинении "Principia Ethica" ("Начала этики").. Вслед за Муром понятие супервентности стал использовать Ричард Мервин Хеар в своей теории метаэтики.
Новую жизнь термину «супервентность» дал Дональд Дэвидсон, впервые использовавший его в 1970 году для обоснования своей концепции аномального монизма. Согласно данной концепции, психологические качества не могут быть редуцированы к физическим качествам, однако они могут сильно зависеть от них. Это обусловлено тем, что психофизиологических законов не существует, тогда как физические законы существуют. Теория аномального монизма гласит, что психология не может быть такой же наукой, что и физика, поскольку она не обеспечивает принципиальную возможность предсказания и объяснения человеческих мыслей и поведения тем же образом, каким физика обеспечивает принципиальную возможность предсказания и объяснения физических явлений. Таким образом, психология не может быть редуцирована к физике, хотя обе эти науки базируются на физической онтологии. По словам Дэвидсона, «аномальный монизм похож на материализм, поскольку предполагает, что все события являются физическими, но он отвергает тезис, обычно считающийся существенным для материализма, что ментальным феноменам могут быть даны чисто физические объяснения».

## Примеры супервентности
Общий принцип супервентности заключается в отсутствии различий одного вида при отсутствии различий другого вида. Этот принцип может быть проиллюстрирован следующими примерами:
- отсутствие различий в ментальных свойствах при отсутствии различий в физических свойствах;
- отсутствие различий в компьютерной программе при отсутствии различий в аппаратной конфигурации компьютера;
- отсутствие различий в экономике при отсутствии различий в поведении экономических агентов.

При этом возможно существование различий в нейронах, аппаратной конфигурации компьютера или поведении экономических агентов при отсутствии различий в ментальных, вычислительных и экономических свойствах. Основная идея, на которой основаны все приведённые выше примеры, состоит в том, что детерминированность какого-либо свойства (либо группы свойств) А какими-либо свойствами Б не означает, что свойства Б обладают свойствами А или что свойства А редуцируются к свойствам Б. То есть отдельные нейроны не обладают ментальными свойствами, детали компьютера не обладают вычислительными свойствами, а отдельные экономические агенты не обладают экономическими свойствами.